# 跳高行動
跳高行動（英語：Operation Highjump）為美軍1946-1947年間的一次大型南極探測行動，出動了4700人和13艘船艦，包含潛艇、航母等，由李察·柏德少將指揮。

## 概述
1946年12月2日船隊由聖地牙哥基地出港，經過南太馬克薩斯群島航路於12月下旬進入南極海，12月30日一架PBM偵察機墜毀三人死亡，之後船隊調查了鯨灣一帶和南極洲東面。菲律賓海號航空母艦參與此次行動，到了1947年三月初行動宣布結束船隊撤回。
編隊：
- 運輸旗艦 - 少將李察·柏德指揮
  - 菲律賓海號航空母艦
- 東部分隊 - 上校George J. Dufek指揮
  - 水上飛機母艦USS Pine Island（英语：USS Pine Island）
  - 驅逐艦USS Brownson（英语：USS Brownson (DD-868)）
  - 油料船USS Canisteo（英语：USS Canisteo）
- 西部分隊 - 上校Charles A. Bond指揮
  - 水上飛機母艦USS Currituck（英语：USS Currituck (AV-7)）
  - 驅逐艦USS Henderson（英语：USS Henderson (DD-785)）
  - 油料船USS Cacapon（英语：USS Cacapon）
- 中部分隊 - 少將理查德·哈羅德·克魯森（英语：Richard H. Cruzen）指揮
  - 兩棲登陸艦USS Mount Olympus（英语：USS Mount Olympus）
  - 補給艦USS Yancey（英语：USS Yancey）
  - 補給艦USS Merrick（英语：USS Merrick）
  - 潛艦USS Sennet（英语：USS Sennet）
  - 破冰船USS Burton Island（英语：USCGC Burton Island）
  - 破冰船USCGC Northwind（英语：USCGC Northwind (WAGB-282)）
- 地面基地 - 上校Clifford M. Campbell指揮
  - 小美國四號地面營

## 都市傳說
跳高行動長期以來被飛碟愛好者賦予各種傳言，傳說行動中見到了外星人或納粹秘密城市和到了地底世界之類，並傳言有李察秘密日記中有大量驚人真相以及艦隊被飛碟攻擊過程，但所有故事都從未有證據，僅流於幻想小說的程度，大量故事來源可追溯到The Hollow Earth - The Greatest Geographical Discovery 這本1964年出版的神秘論書刊，然而書中荒誕與邏輯矛盾處多有，證據面全無，作者Raymond W. Bernard 的真名是Walter Siegmeister博士是一位飛碟狂熱者，出版過多本飛碟書。
祕密日記一說則是出現於1995年美國Art Bell 主持的超自然廣播節目，一位Dr. Harley Byrd自稱李察的孫子並握有日記，同時講出種種驚人故事，但不久後該人身分就被拆穿不是博士，也不是李察之孫。

## 延伸阅读
- Navy Proudly Ends Its Antarctic Mission; Air National Guard Assumes 160-Year Task. Chicago Tribune; February 22, 1998.
- Antarctic Mayday: The Crash of the George One Read the story of one of the survivors - James Haskin(Robbie) Robbins （页面存档备份，存于）

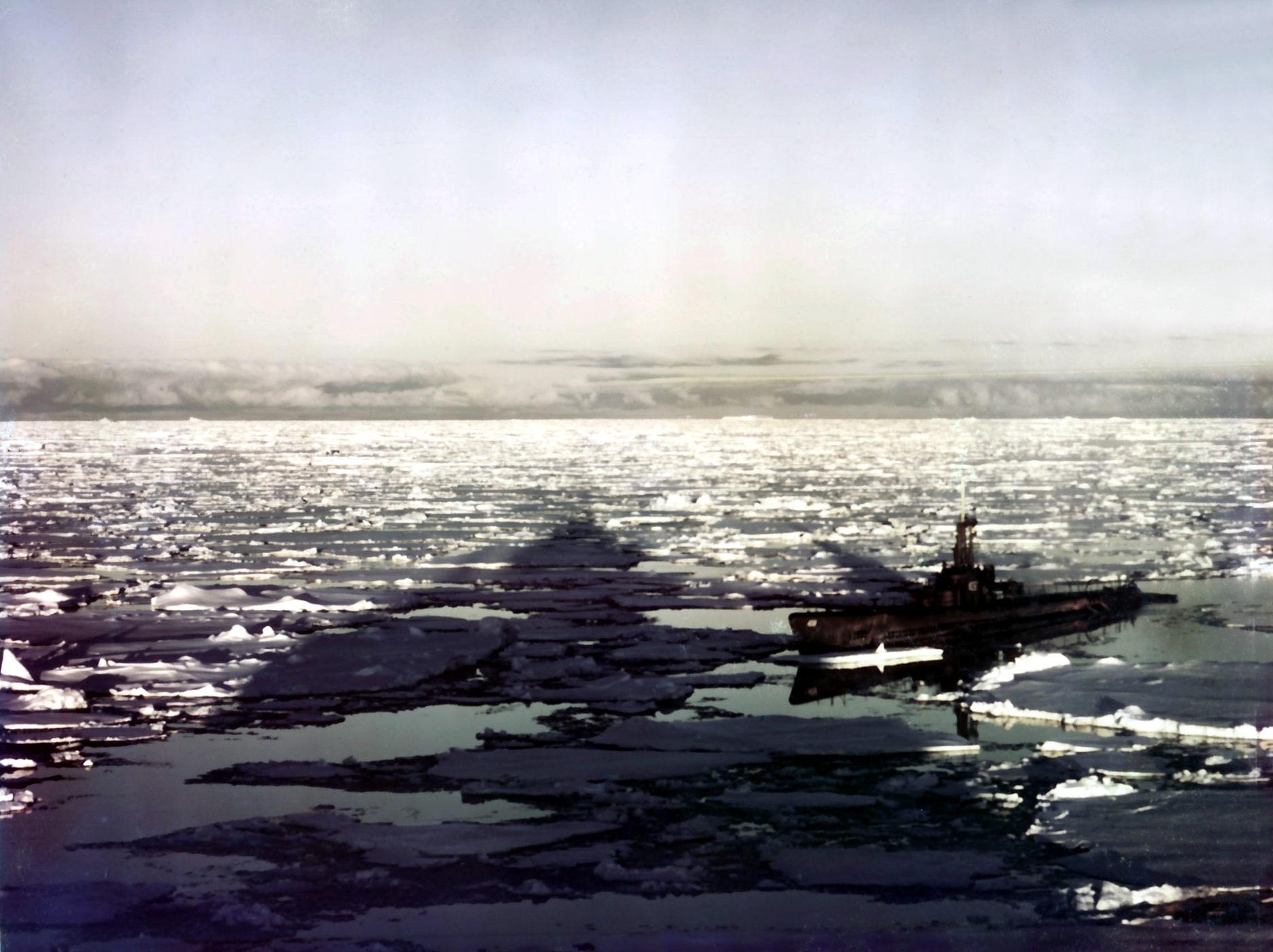
跳高行動中的USS Sennet 潛艇

- Operation Highjump: A Tragedy on the Ice （页面存档备份，存于）

## 參看
- 費城實驗